# Mustafa İslamoğlu

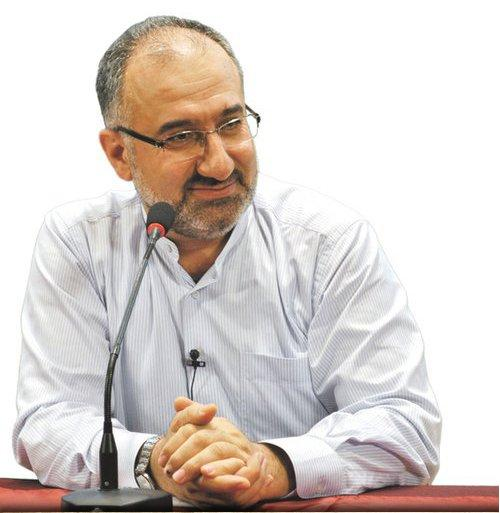
Mustafa İslamoğlu

Mustafa İslamoğlu (* ´28. Oktober 1960 in Develi, Kayseri, Türkei) ist ein türkischer islamischer Theologe und Schriftsteller.
İslamoğlu besuchte das islamische Hochschulinstitut in Kayseri (Kayseri Yüksek İslam Enstitüsü) und studierte später an der Schari’a-Fakultät der al-Azhar-Universität in Kairo.
Mustafa İslamoğlu wurde in der Türkei wegen seiner Reden und Schriften zweimal verhaftet und verbrachte insgesamt ein Jahr in Gefängnissen. Die erste Verurteilung erfolgte nach Art. 159 Abs. 1 des türkischen Strafgesetzbuchs wegen „Beleidigung des Türkentums“, die zweite aufgrund des Gesetzes über strafbare Handlungen gegen das Andenken Atatürks.
Vom Landesamt für Verfassungsschutz Baden-Württemberg wird er als „antijüdisch argumentierender türkischsprachiger islamistischer Vordenker“ eingeordnet. Zu seinen wichtigsten Schriften gehören die „Ratschläge an meine jungen Geschwister“, das u. a. von der Muslimischen Jugend in Deutschland (MJD) vertrieben und beworben wird, eine Organisation, die lt. Verfassungsschutzbehörde Hessens „der Ideologie der MB (Muslimbrüder) anhängt und als deren Jugendorganisation gilt“.